# Essai mécanique
Pour les articles homonymes, voir essai (homonymie).

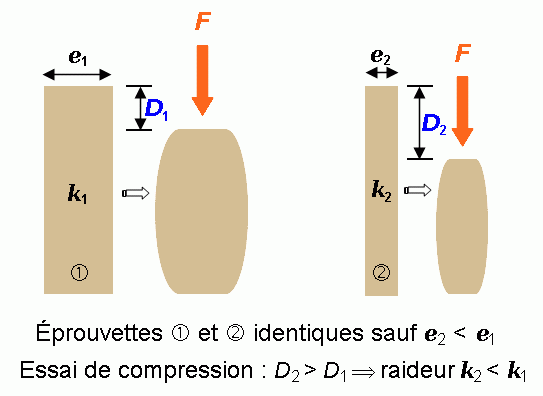
La raideur dépend de la géométrie.

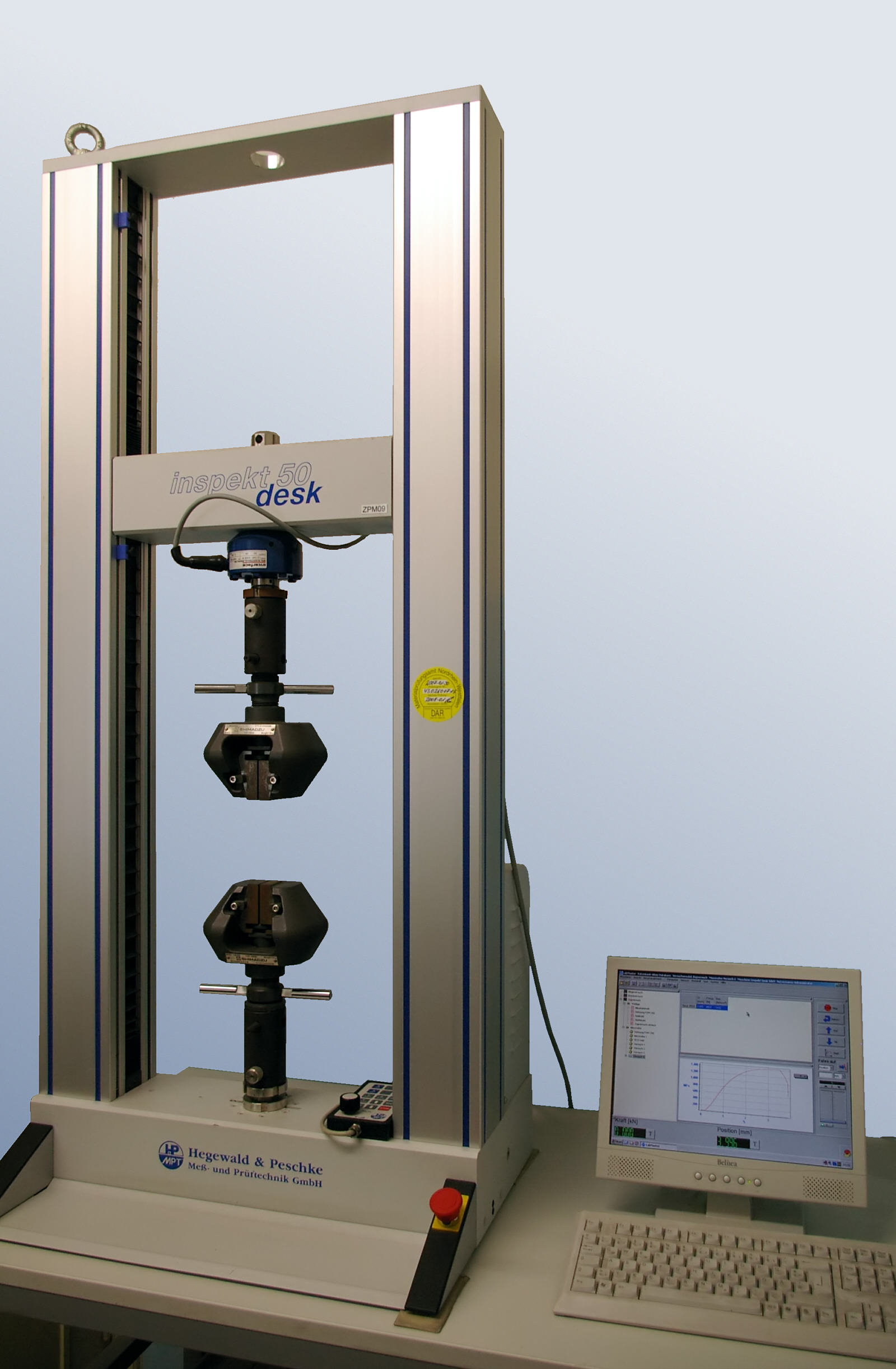
Machine d'essais.

Les essais mécaniques sont des expériences dont le but est de caractériser les lois de comportement des matériaux (mécanique des milieux continus). La loi de comportement établit une relation entre les contraintes (pression=force/surface) et les déformations (allongement unitaire adimensionnel). Il ne faut pas confondre une déformation avec un déplacement ou une dilatation.
Cependant, la déformation d’une pièce dépend de la géométrie de la pièce et de la manière dont sont exercés les efforts extérieurs sur cette pièce. Il faut donc normaliser les essais. Des normes définissent donc :
- la forme de la pièce d’essai dont on teste le matériau, on parle alors d’éprouvette normalisée ;
- comment sont exercés les efforts sur l’éprouvette, on parle alors d’essai normalisé.

## Dureté

### Typologie
- Minéraux : échelle de Mohs.
- Métaux : dureté Vickers (HV), dureté Brinell (HB) et dureté Rockwell (HR).
- Élastomère, plastique, cuir, bois : dureté Shore.

Voir aussi Ductilité.

### Normes
- Internationales (ISO) et européennes (CEN)
  - EN ISO 2039-2 : Plastiques - Détermination de la dureté - Partie 2 : dureté Rockwell.
  - EN ISO 6506-1 : Matériaux métalliques - Essai de dureté Brinell - Partie 1 : Méthode d'essai.
  - EN ISO 6507-1 : Matériaux métalliques - Essai de dureté Vickers - Partie 1 : méthode d'essai.
  - EN ISO 6508-1 : Matériaux métalliques - Essai de dureté Rockwell - Partie 1 : méthode d'essai (échelles A, B, C, D, E, F, G, H, K, N, T).
- Américaines
  - ASTM E10 : Standard method for Brinell hardness of metallic materials.
  - ASTM E92 : Standard test methods for Vickers hardness and Knoop hardness of metallic materials.
  - ASTM E18 : Standard methods for rockwell hardness and rockwell superficial hardness of metallic materials.
  - ASTM E140 : Standard hardness conversion tables for metal.

## Traction uniaxiale

### Principe

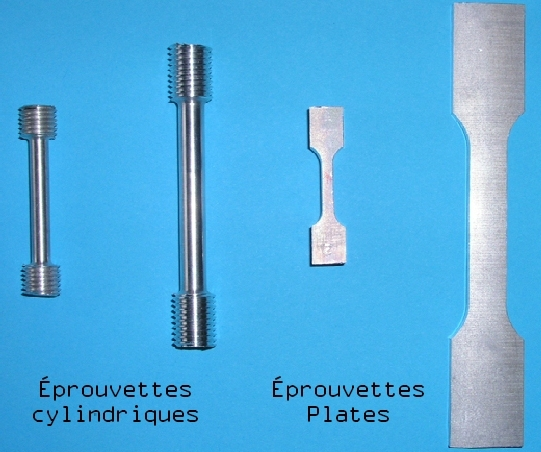
Exemples d'éprouvettes de traction en alliage d'aluminium.

L'éprouvette est tenue en deux points (par une pince ou un crochet), reliés à des filins. L'éprouvette est alors étirée à vitesse constante, et on relève la force de traction nécessaire en fonction de l'allongement. Ces essais permettent de tracer une courbe dite de traction à partir de laquelle les caractéristiques suivantes peuvent être déduites :
- la déformation élastique en fonction de la force appliquée d'où on peut déduire, connaissant les dimensions de l'éprouvette, le module de Young ;
- la limite d'élasticité conventionnelle souvent notée Re, ou bien la limite d'élasticité à 0,2 %, Re0,2 ;
- la déformation plastique ;
- la résistance à la traction ou tension de rupture souvent notée Rm, qui est la contrainte maximale atteinte en cours d'essais. Voir Résistance à la rupture ;
- l'allongement à la rupture noté A et exprimé en % qui correspond à la déformation de la zone utile atteinte lors de la rupture ;
- la striction à la rupture notée Z et exprimée en % qui correspond à la réduction de section de la zone de localisation de la déformation (striction) lors de la rupture.

Une variante moderne des essais de traction, apparue en Allemagne en 2013, consiste à utiliser la force centrifuge sur un assemblage pour générer une contrainte de traction. Lorsque la valeur limite de résistance à la traction (exprimée en MPa ou N) d'un assemblage ou d'un collage est égale à la force centrifuge appliquée, on génère la rupture de ceux-ci et enregistre la limite de rupture. L'avantage consiste à réaliser des tests en batterie sur plusieurs éprouvettes soumises à une contrainte strictement identique lors de l'essai.

Selon le matériau, la température et la vitesse de déformation, la courbe peut avoir différentes formes :

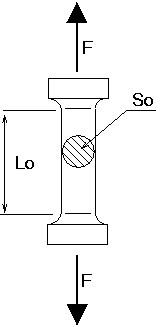
Éprouvette :
Lo longueur initiale,
So section initiale,
Do diamètre initial.
Éprouvettes conventionnelles :
avec (Do=20 mm, Lo=100 mm) ou (Do=10 mm, Lo=50 mm).

- Courbe de traction d’un matériau ductile présentant un décrochement :
R contrainte,
F Force,
Rm contrainte maximale avant rupture,
Re limite apparente d’élasticité,
e allongement relatif, usuellement noté {\displaystyle \epsilon }.

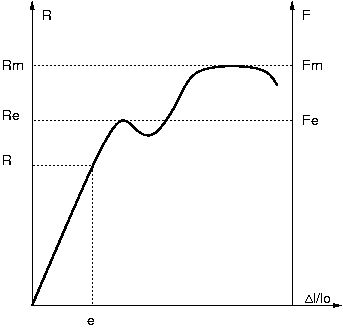
Courbe de traction d’un matériau ductile présentant un décrochement : R contrainte, F Force, Rm contrainte maximale avant rupture, Re limite apparente d’élasticité, e allongement relatif, usuellement noté.
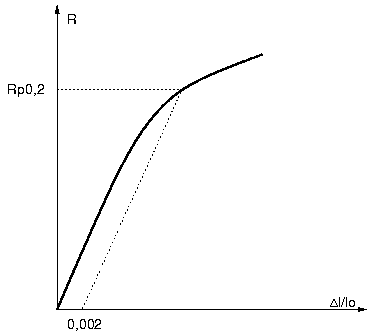
Essai conventionnel. Quand il n’est pas possible de déterminer la limite apparente d’élasticité, on définit une limite conventionnelle Rp0,2 correspondant à un allongement relatif e=0,2 %.

### Caractéristiques nominales ou apparentes
- Limite d'élasticité : {\displaystyle R_{\rm {e}}={\frac {F_{\rm {e}}}{S_{0}}}}.
- Résistance à la traction : {\displaystyle R_{\rm {m}}={\frac {F_{\rm {m}}}{S_{0}}}}.
- Allongement à la rupture : {\displaystyle A\%=100\cdot {\frac {L_{\rm {f}}-L_{\rm {o}}}{L_{\rm {o}}}}}.

Dans cette expression, {\displaystyle L_{\rm {o}}} et {\displaystyle L_{\rm {f}}} sont respectivement les longueurs initiale et finale après rupture.
- Striction à la rupture : {\displaystyle Z\%=100\cdot {\frac {S_{\rm {o}}-S_{\rm {f}}}{S_{\rm {o}}}}}.

Dans cette expression, {\displaystyle S_{\rm {o}}} et {\displaystyle S_{\rm {f}}} sont respectivement les sections initiale et finale après rupture.
- Module de Young, représenté par la pente de la courbe dans sa partie linéaire : {\displaystyle E={\frac {\rm {d\sigma }}{\rm {d\epsilon }}}}.
- Coefficient de Poisson : {\displaystyle \nu ={\frac {\left(d_{\rm {o}}-d\right)/d_{\rm {o}}}{\left(L-L_{\rm {o}}\right)/L_{\rm {o}}}}}

où {\displaystyle d_{\rm {o}}} et {\displaystyle d} sont respectivement les diamètres initial et sous charge, {\displaystyle L_{\rm {o}}} et {\displaystyle L} les longueurs initiale et sous charge. {\displaystyle \nu } est défini dans le domaine élastique.
Les valeurs ci-dessus sont dénommées apparentes ou conventionnelles (en anglais engineering strain et engineering stress), car elles se réfèrent à la section initiale de l'éprouvette. Les valeurs dites vraies ou rationnelles (true strain et true stress) sont également calculées, basées sur les sections effectivement mesurées à l'allongement considéré. À partir de ces valeurs réelles, une courbe de traction dite rationnelle est tracée. Cette courbe met en évidence le phénomène d'écrouissage.

### Normes
- Françaises (AFNOR)
  - NF B51-010 : Bois - Essai de traction perpendiculaire aux fibres.
  - NF B51-017 : Bois - Traction parallèle aux fibres - Détermination de la résistance à la rupture en traction parallèle au fil du bois de petites éprouvettes sans défaut.
  - NF B51-018 : Bois - Traction parallèle aux fibres - Détermination du module d'élasticité en traction parallèle au fil du bois de petites éprouvettes sans défaut.
- Européennes (CEN)
  - EN 10002-1 : Matériaux métalliques - Essai de traction - Partie 1 : méthode d'essai à température ambiante (remplacée par la norme EN ISO 6892-1).
  - EN 10002-5 : Matériaux métalliques - Essai de traction - Partie 5 : méthode d'essai à température élevée.
- Internationales (ISO)
  - ISO 6892-1 : Matériaux métalliques - Essai de traction - Partie 1 : Méthode d'essai à température ambiante.
  - ISO 6892-2 : Matériaux métalliques - Essai de traction - Partie 2 : Méthode d'essai à température élevée.
  - ISO 10618 : Fibres de carbone - Détermination des propriétés en traction sur fils imprégnés de résine.
  - ISO 527-1 : Plastiques - Détermination des propriétés en traction.
- Américaines (ASTM)
  - ASTM E8 : Standard test methods for tension testing of metallic materials (il existe la norme ASTM E8M qui est la version métrique).
  - ASTM E21 : Standard test methods for elevated temperature tension tests of metallic materials.
  - ASTM D143 : Standard test methods for small clear specimens of timber.

## Compression uniaxiale

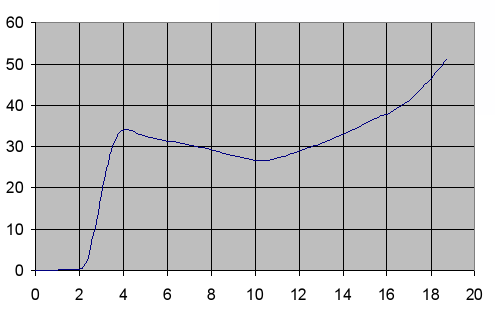
Courbe de compression uniaxiale.

L'éprouvette est placée entre deux plateaux. L'essai consiste à compresser cette éprouvette souvent dans un but d'étude de la force de rupture. Si le matériau est ductile cette rupture n'aura pas lieu.
Dans le cas des roches, l'essai est normalisé pour évaluer les performances des matériaux rocheux dans le cas d'étude d'ouvrages au rocher, pour la fourniture de matériaux d'enrochement ou pour l'exploitation de gisement de matériaux granulaires. Les éprouvettes d'élancement « 2 » sont soumises à une compression verticale en imposant un effort croissant sur l'éprouvette. Les éprouvettes sont cylindriques.

### Normes
- Française (AFNOR)
  - NF B51-007 : Bois - Essai de compression axiale.
- Américaines (ASTM)
  - ASTM D143 : Standard test methods for small clear specimens of timber.
  - ASTM E9 : Standard test methods of compression testing of metallic materials at room temperature
- Internationale (ISO)
  - ISO 604 : Plastiques - Détermination des propriétés en compression

## Compression isostatique à chaud
La compression isostatique à chaud consiste à consolider des matériaux sous l’effet combiné des températures élevées et des hautes pressions. Ce procédé permet d’améliorer les propriétés mécaniques d’une pièce métallique (résistance au choc, tenue à la fatigue, ductilité).

## Cisaillement
L'essai de cisaillement consiste à appliquer à une éprouvette deux efforts opposés dans un plan de section droite.

Illustration d'un essai de cisaillement.

Par définition, un système est soumis à cisaillement lorsque les contraintes prépondérantes sont dues à l'effort tranchant.

## Flexion
L'essai de flexion est l'application d'un effort sur une poutre pour mesurer la résistance à la rupture d'un matériau. On distingue deux types de flexion: la flexion trois points et la flexion quatre points.

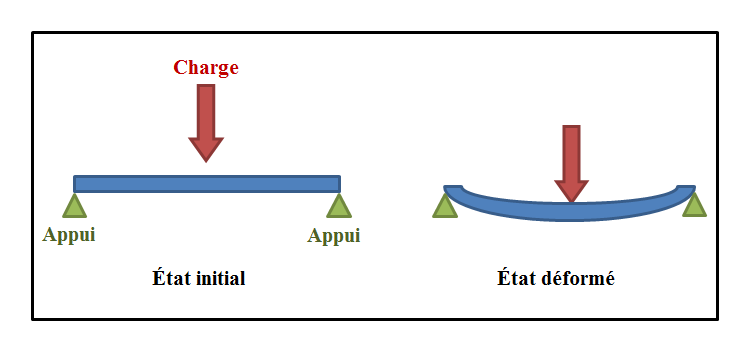
Illustration d'un essai de flexion trois points.

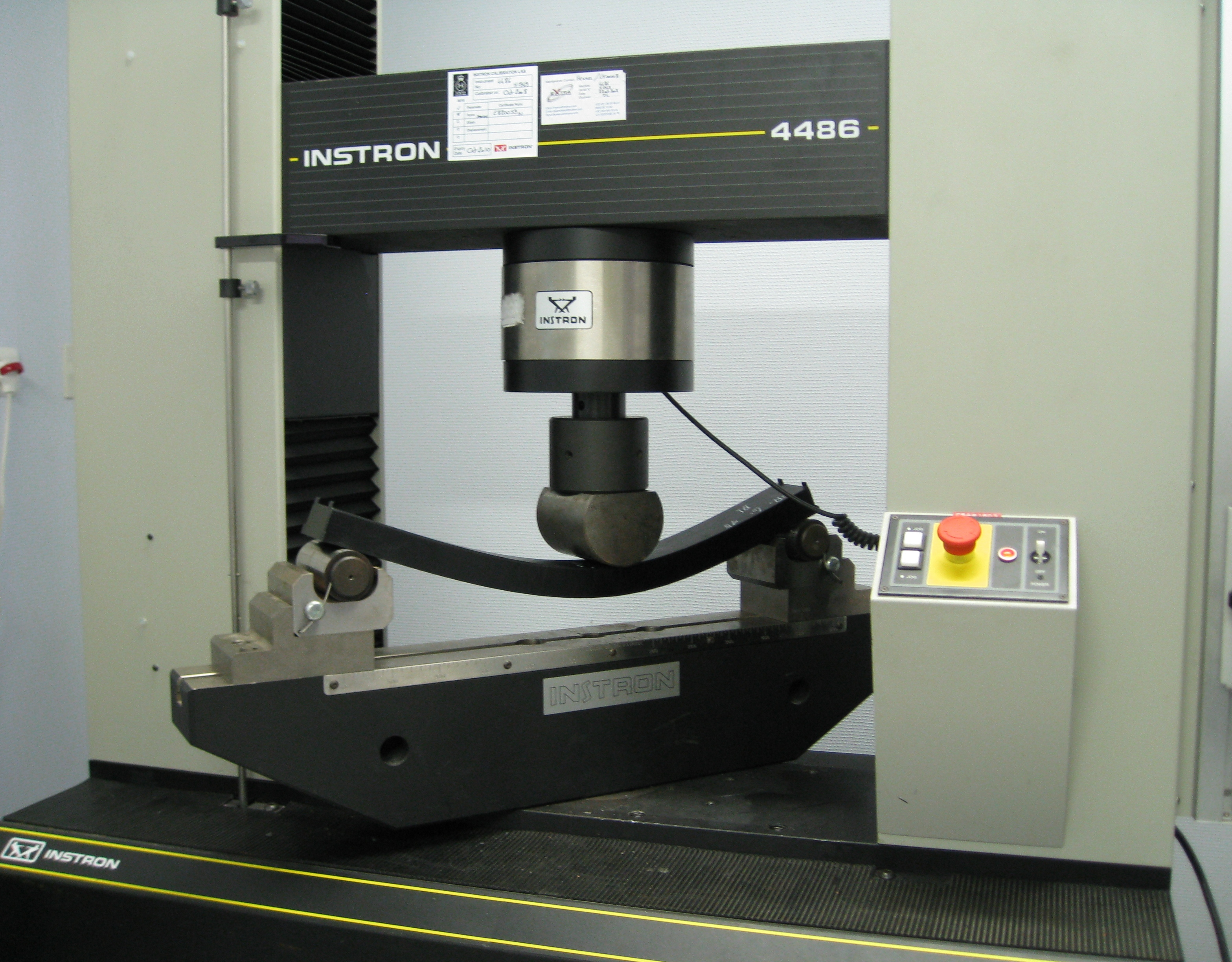
Essai de flexion « trois points » d'une poutre.

La résistance à la flexion d'un matériau, sous forme de poutre principalement, peut être mesurée par une machine sous différents types de mises en charge. Les mesures des déformations et des contraintes sont réalisées à partir de jauges d'extensométrie et affichées sur un banc de mesure.

## Torsion

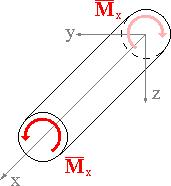
Essai de torsion : poutre soumise à deux moments opposés.

L'essai de torsion consiste à solliciter une poutre à deux couples de moments opposés agissant dans des plans parallèles à l’axe de la poutre.

## Résilience
L'essai de résilience est un complément à l'essai de traction. Il s'agit de rompre en un seul coup une éprouvette entaillée afin de mesurer l'énergie nécessaire pour effectuer cette rupture. Cet essai est réalisé sur un mouton-pendule (exemple : mouton-pendule Charpy).

### Typologie
- Essai de flexion par choc sur éprouvette entaillée Charpy
- Essai de flexion par choc Izod

### Normes
- Américaine
  - ASTM E23 : Standard test methods for notched bar impact testing of metallic materials.
- Européennes 
  - EN 10045-1 : Matériaux métalliques - Essai de flexion par choc sur éprouvette Charpy - Partie 1 : méthode d'essai.
  - EN 10045-2 : Matériaux métalliques - Essai de flexion par choc sur éprouvette Charpy - Partie 2 : vérification de la machine d'essai (mouton-pendule).

## Fatigue
L'essai de fatigue consiste à appliquer sur une pièce une charge variable alternée (la moyenne des contraintes appliquées est nulle) ou répétée (la moyenne des contraintes appliquées est non nulle). Il va essayer de reproduire au mieux les conditions d'exploitation de la pièce.
Les ruptures par fatigue sont associées essentiellement au nombre total d'applications d'une charge et non au temps de service ou à l'âge de la pièce. La rupture par fatigue ne donne aucun signe préalable avant de casser, c'est pourquoi elle peut très souvent surprendre l'expérimentateur.

## Indentation
L'essai d'indentation consiste à appliquer une charge, dans des conditions déterminées, à la surface du matériau, à l'aide d'un indenteur ou pénétrateur. Après l'essai, le matériau s'étant déformé, on observe une empreinte que l'on peut mesurer. Les conditions d'essais : géométrie de l'indenteur, force, durée, caractérisent l'essai.